# Davis (Califórnia)
Davis é uma cidade localizada no estado americano da Califórnia, no condado de Yolo. Foi fundada em 1868 e incorporada em 28 de março de 1917. Abriga um campus da Universidade da Califórnia.

## Geografia
De acordo com o United States Census Bureau, a cidade tem uma área de 25,7 km², onde 25,6 km² estão cobertos por terra e 0,1 km² por água.

### Localidades na vizinhança
O diagrama seguinte representa as localidades num raio de 32 km ao redor de Davis.

## Demografia
Segundo o censo nacional de 2010, a sua população é de 65 622 habitantes e sua densidade populacional é de 2 561,86 hab/km². É a cidade mais populosa e densamente povoada do condado de Yolo. Possui 25 869 residências, que resulta em uma densidade de 1 009,92 residências/km².